# Ihor Didyk
Ihor Serhijowycz Didyk (ukr. Ігор Сергійович Дідик; ur. 4 czerwca 1991) – ukraiński zapaśnik walczący w stylu klasycznym. Zajął czternaste miejsce  na mistrzostwach świata w 2011. Dwudziesty na mistrzostwach Europy w 2011.  Jedenasty na Uniwersjadzie w 2013. Trzeci na akademickich MŚ w 2010. Siódmy w Pucharze Świata w 2016. Mistrz świata juniorów w 2010 i trzeci w 2011. Brąz na ME juniorów w 2011 roku.